# Smalvik
Smalvik este o localitate din comuna Allvik, provincia Grindafjord, Norvegia.